# Kazimierz Florian Czartoryski

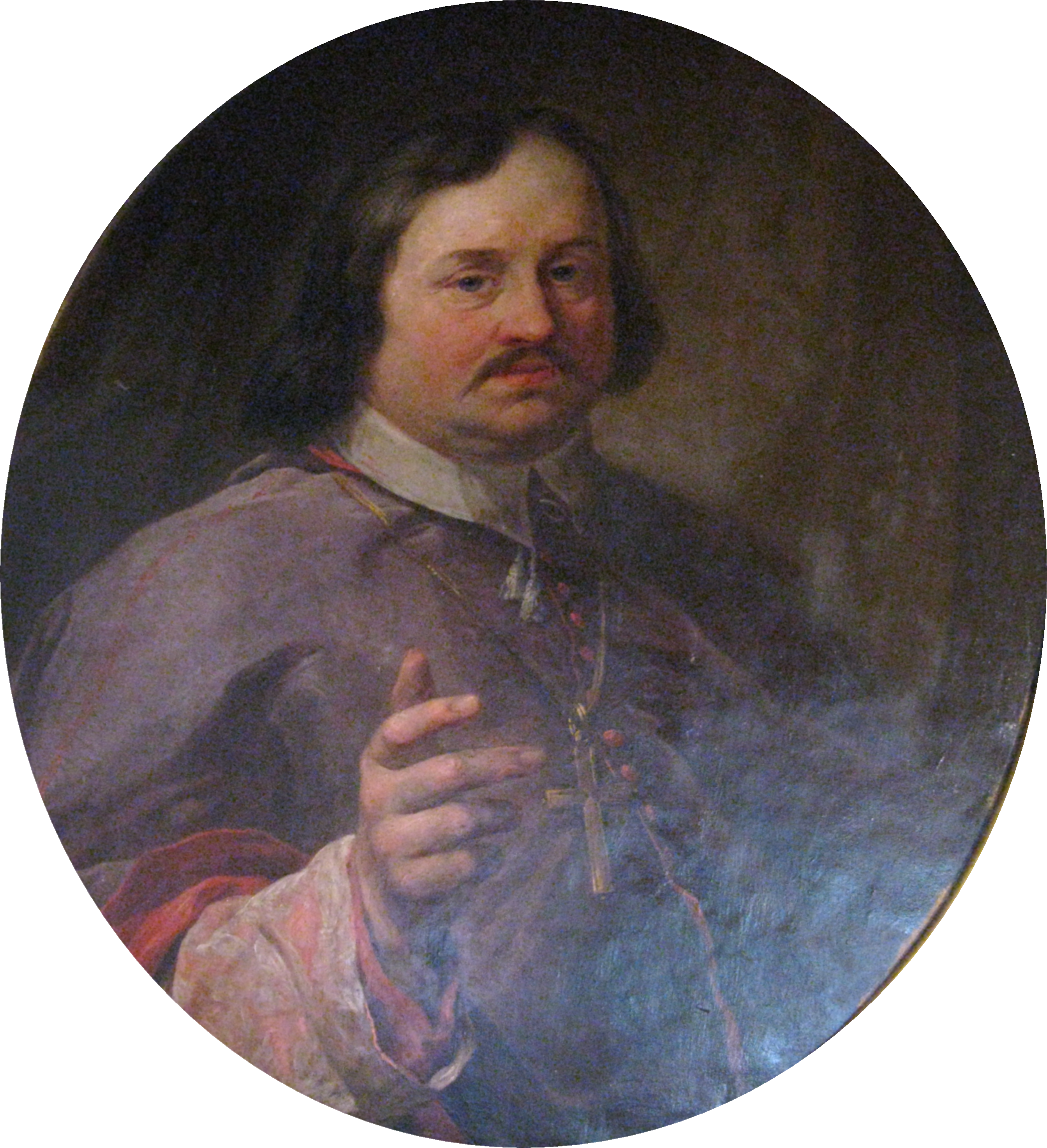
Kazimierz Florian Czartoryski

Kazimierz Florian Czartoryski (* 1620 in Klewan; † 15. Mai 1674 in Warschau) war seit 1650 Bischof von Posen, ab 1655 auch Bischof von Włocławek (Leslau) und seit 1673 auch Erzbischof von Gnesen und damit Primas Poloniae. 

## Leben
Kazimierz Florian wurde als Sohn des Mikołaj Jerzy Czartoryski und der Isabella Korecka geboren und gehörte damit dem Adelsgeschlecht der Czartoryski an. Nach einem frühen Eintritt in den geistlichen Stand studierte er in Rom Theologie. Zeitweise arbeitete er danach als Sekretär für König Władysław IV. Wasa. 
1650 wurde er zum Bischof von Posen gewählt. Seit dieser Zeit war er auch Senator. Als solcher spielte er auch eine wichtige politische Rolle. Als Bischof legte er 1651 den Grundstein zum Wiederaufbau des Posener Doms. Im Jahr 1655 wurde er auch Bischof von Włocławek. Während der schwedischen Invasion (Potop) im Rahmen des Zweiten Nordischen Krieges wich er bis 1657 mit König Johann II. Kasimir nach Schlesien aus. Vor einem drohenden Bürgerkrieg appellierte er 1663/64 an den Adel. Dabei verknüpfte er national-polnische und konfessionell-katholische Argumente miteinander. Im Jahr 1669 veröffentlichte er ein Mandat über die Führung von Hexenprozessen. Darin wird scharfe Kritik an den Zuständen bei vielen dieser Prozesse geübt. Ziel war es dabei, die weltlichen Gerichte zugunsten kirchlicher Einrichtungen zurückzudrängen.
Seit November 1673 war er Erzbischof von Gnesen und damit Primas Poloniae. Er war de jure nach Bekanntwerden des Todes von König Michael im November 1673 Interrex, hatte aber mit gesundheitlichen Problemen zu kämpfen. Das Amt wurde daher faktisch vom Bischof von Krakau wahrgenommen. Czartoryski wandte sich in einem Schreiben an den Adel und rief ihn zu einer raschen Wahl auf.